# Rienk Vermij
Rienk Hendrik Vermij, kurz R.H. Vermij (* 14. August 1957 in Hengelo) ist ein niederländischer Wissenschaftshistoriker und Professor an der University of Oklahoma.

## Leben
Rienk Vermij studierte Geschichte an der Universität Utrecht. Anschließend war er als Étudiant libre von 1984 bis 1985 an der École des Hautes Études en Sciences Sociales. Im Jahr 1991 folgte die Promotion bei Harry A.M. Snelders und Klaas van Berkel mit einer Dissertation über Bernard Nieuwentijt.
Ab 1992 forschte er bis 1996 als Postdoc an der Universität Groningen über die Rezeption des Kopernikanismus in den Niederlanden. In der Zwischenzeit lehrte er im Sommersemester 1994 als Gastprofessor an der Universität Duisburg. Danach wurde er 1997 Fellow der Herzog-August-Bibliothek in Wolfenbüttel. Nach einer kurzen Zeit als freiberuflicher Autor, ging er von 1999 bis 2002 an die Universität Maastricht (Postdoc-Forscher). Danach forschte er bis 2003 an der Universität Utrecht über Christiaan Huygens. Hierauf folgte eine Forschungsstelle an der Universität Twente. Ab dem 1. Mai 2005 bis zum 1. November 2006 wirkte Vermij als Assistenzprofessor am Institut für Geschichte und Grundlagen der Wissenschaften an der Universität Utrecht. Während einer erneuten Phase als freiberuflicher Autor und Auftragsforscher (2006–2007) beschäftigte er sich hauptsächlich mit dem bedeutenden Neuroendokrinologen David de Wied.
An der University of Oklahoma begann Vermij ab August 2007 als Assistant Professor. 2010 wurde er Associate Professor und seit Juli 2015 ist er Ordentlicher Professor für Wissenschaftsgeschichte.

## Veröffentlichungen (Auswahl)
- Secularisering en natuurwetenschappen in de zeventiende en achttiende eeuw: Bernard Nieuwentijt (1654-1718). Rodopi, Amsterdam 1991, ISBN 978-90-04-62888-5.
- De wetenschappelijke revolutie. Nieuwezijds, Amsterdam: 1999, ISBN 9789057120435.
- The Calvinist Copernicans. The reception of the new astronomy in the Dutch republic, 1575-1750. Koninklijke Nederlandse Akademie van Wetenchappen, Amsterdam 2002, ISBN 90-6984-340-4.
- Christiaan Huygens. De mathematisering van de werkelijkheid. Natuurwetenschap & techniek, Amsterdam 2004, ISBN 9076988358.
- Kleine geschiedenis van de wetenschap. Uitgeverij Nieuwezijds, Amsterdam 2006, ISBN 9789057122248.
- David de Wied. Toponderzoeker in polderland. Matrijs, Utrecht 2008, ISBN 978-90-5345-362-9.
- De geest uit de fles. De verlichting en het verval van de confessionele samenleving. Uitg. Nieuwezijds, Amsterdam 2014, ISBN 978-9057123979.
- Thinking on earthquakes in early modern Europe. Firm beliefs on shaky ground. Routledge, Taylor & Francis Group, London 2021, ISBN 9780367492182.